# Ernst Walb

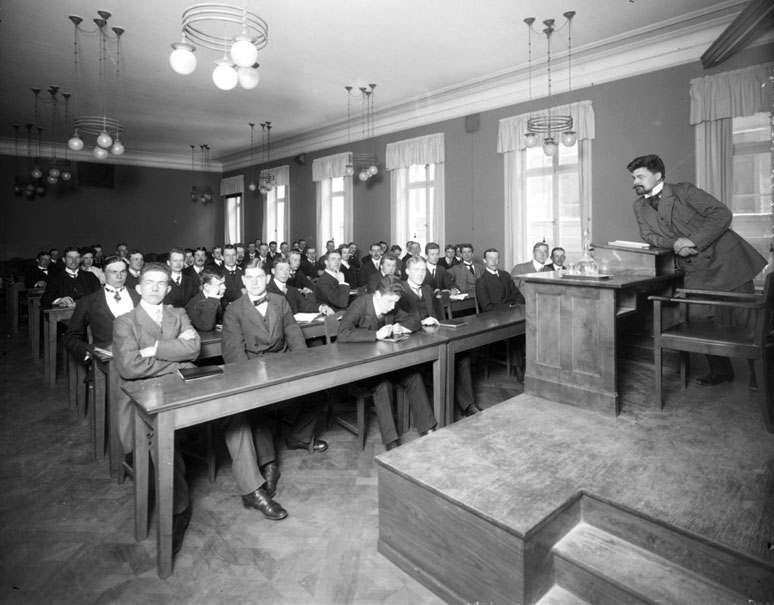
Ernst Walb undervisar studenter på Handelshögskolan i Stockholm i dess ursprungliga byggnad Brunkebergs hotell på Brunkebergstorg 2, år 1911. Ernst Walb, rekryterades från Königsberg och undervisade uteslutande på tyska.

Franz Ernst Walb, född 26 september 1880 i Alzey i Rheinhessen, död 2 november 1946 i Köln, var en tysk ekonom och professor i handel och bankväsen vid Handelshögskolan i Stockholm.
Walb var Handelshögskolan i Stockholms första lärare i kommers. Han utnämndes 1910 till professor i handel och bankväsen vid högskolan, en position han innehade till 1911.
Därefter var han professor vid handelshögskolan i Köln 1911–1920, senare vid Freiburgs universitet och slutligen från 1926 vid universitetet i Köln.